# Loopmancer
Loopmancer — компьютерная игра в жанрах roguelike и action, разработанная и выпущенная китайской студией eBrain Studio для Windows в 2022 году.

## Игровой процесс
Loopmancer схожа с такими играми, как Dead Cells и Rogue Legacy: это двухмерный action-платформер, в котором смерть персонажа отбрасывает игрока к самому началу игры. С новыми и новыми забегами игрок накапливает информацию о происходящем и может в некоторых случая сделать выбор иначе, чем в прошлый раз. Игра включает в себя множество сражений с многочисленными врагами, включая гангстеров, ниндзя и мутантов — главный герой Сян использует в бою самое разное холодное оружие, от мечей до ножек от барных табуретов, а также огнестрельное оружие и вспомогательные предметы вроде гранат или турельных установок; в боях необходимо уклоняться от вражеских атак и парировать удары. Некоторые особо мощные атаки-«чипы» требуют времени на восстановление. Из побеждённых врагов выпадают деньги — их необходимо подбирать. По уровням игры разбросаны торговые автоматы, куда можно вложить собранные деньги и потратить их по своему усмотрению. Если персонаж в очередной раз погибнет, вся накопленная им сумма наличных будет потеряна, так что игрок заинтересован в том, чтобы потратить деньги как можно разумнее.

## Сюжет
Действие игры происходит в будущем, в 2046 году. Сян Цзысюй, частный детектив-киборг, расследует исчезновение известной журналистки на нижних уровнях киберпанковского города. Его убивает мафия, но Сян Цзысюй оказывается заперт во временной петле наподобие фильма «День сурка»: каждый раз, когда детектив погибает, он оказывается в собственной квартире в утро начала расследования и, как и в первый раз, получает всё то же задание — найти пропавшую журналистку. Герой сохраняет память о прошлых циклах и пытается как довести расследование до конца, так и узнать причину возникновения временной петли.

## Разработка
Игра разработана китайской студией eBrain Studio. В качестве движка использован Unreal Engine 4, реализована поддержка технологии RTX от Nvidia. Релиз состоялся 13 июля 2022 года для Windows.

## Отзывы и критика
| Сводный рейтинг    | Сводный рейтинг |
| Агрегатор          | Оценка          |
| ------------------ | --------------- |
| Metacritic         | 74/100          |
| Иноязычные издания |                 |
| Издание            | Оценка          |
| IGN                | 8/10            |

На сайте Metacritic игра получила «смешанные или средние» оценки прессы. По словам обозревателя IGN Джастина Кореиса, Loopmancer пытается выделиться среди других подобных игр не какими-то инновационными идеями, а скорее качеством и полировкой — и у неё получается; пусть в игре нет каких-то принципиально новых механик, а киберпанковский сюжет содержит множество клише, но всё-таки бои, общее продвижение и постоянно обновляемые уровни заставляют возвращаться в игру снова и снова.